# Ż
Cette page contient des caractères spéciaux ou non latins. S’ils s’affichent mal (▯, ?, etc.), consultez la page d’aide Unicode.
Ż, ou Z point suscrit, est un graphème utilisé dans l’écriture du bolognais, du hassanya au Sénégal, du maltais, du cachoube et du polonais, ou dans la romanisation DIN 1460-2 pour l’oudmourte, et la romanisation ISO 233-3 de 1999 de l’écriture arabe. Il s’agit de la lettre Z diacritée d'un point suscrit.

## Utilisation
En polonais et en cachoube, ‹ ż › représente le son /ʐ/. Le digramme ‹ rz › se prononce de la même manière, mais celui-ci provient d’un r palatalisé, alors que ‹ ż › correspond généralement à Ž ou Ж dans d’autres langues slaves. Cette lettre ne doit pas être confondue avec ‹ ź ›, qui existe également en polonais et est équivalent au digramme ‹ zi › prononcé /ʑ/.
En maltais, ‹ ż › représente le son /z/, la lettre ‹ z › représentant déjà le son /t͡s/.
Dans la romanisation DIN 1460-2, ‹ ż ›  est utilisé pour transcrire le jé tréma ‹ ӝ › de l’oudmourte.
Dans la romanisation ISO 233-3 de l’écriture arabe de 1999, ‹ ż › est utilisé pour transcrire le żād ‹ ض ›. Celui-ci est transcrit avec le z tréma souscrit ‹ z̤ › dans la romanisation ISO 233-3 de 2023.

## Représentations informatiques
Le Z point suscrit peut être représenté avec les caractères Unicode :
- précomposé (Latin étendu A) :

| formes    | représentations | chaînes de caractères | points de code | descriptions                            |
| --------- | --------------- | --------------------- | -------------- | --------------------------------------- |
| capitale  | Ż               | Ż                     | U+017B         | lettre majuscule latine z point en chef |
| minuscule | ż               | ż                     | U+017C         | lettre minuscule latine z point en chef |

- décomposé (latin de base, diacritiques) :

| formes    | représentations | chaînes de caractères | points de code | descriptions                                        |
| --------- | --------------- | --------------------- | -------------- | --------------------------------------------------- |
| capitale  | Ż               | Z◌̇                    | U+005A U+0307  | lettre majuscule latine z diacritique point en chef |
| minuscule | ż               | z◌̇                    | U+007A U+0307  | lettre minuscule latine z diacritique point en chef |